# ただいま☆☆
『ただいま☆☆』は、2002年4月1日から2005年3月30日まで毎週月曜日 - 金曜日に放送されていた山梨放送（YBSテレビ）の生放送情報・料理番組。

## 概要

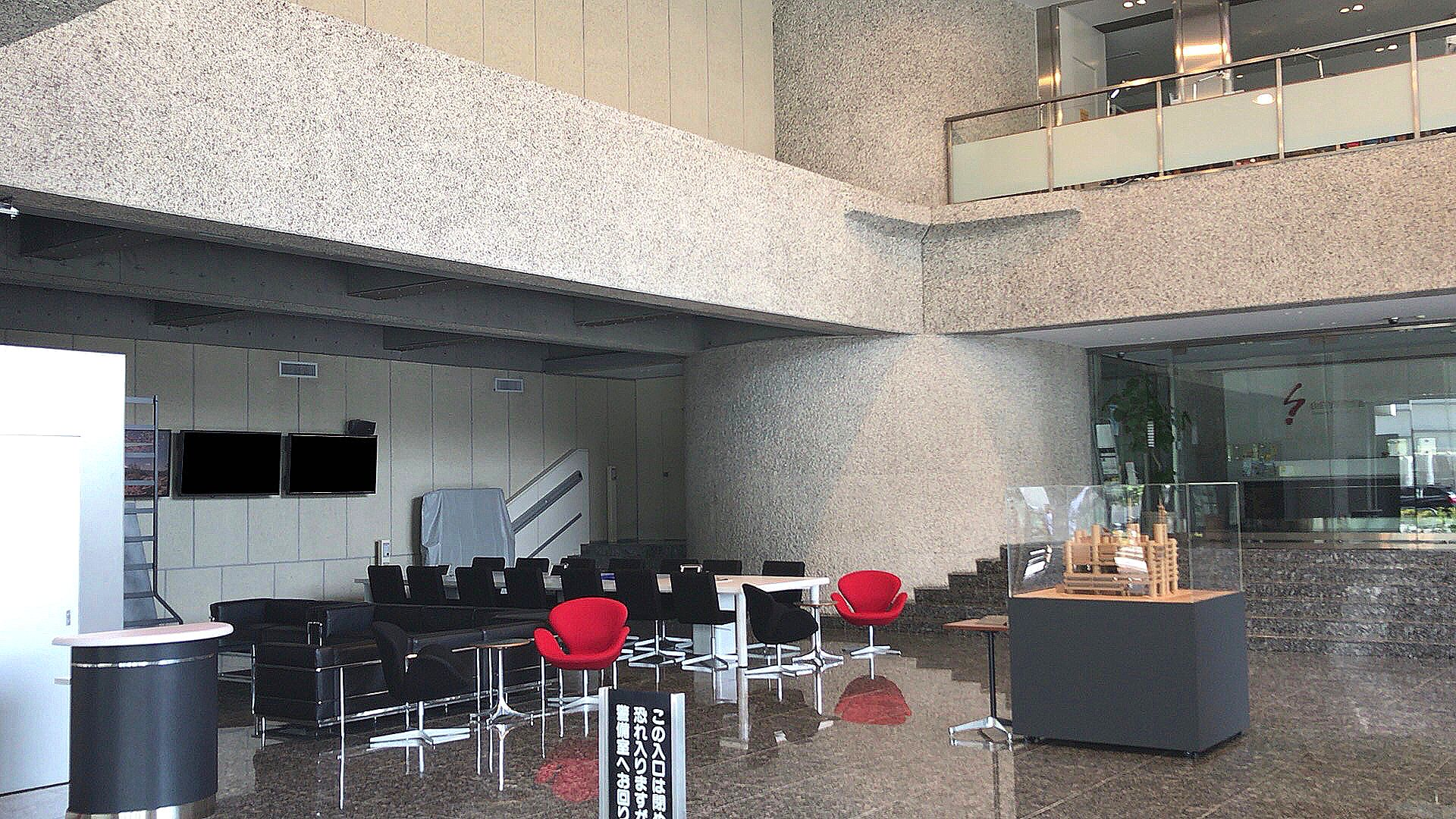
スタジオふらっとが存在した山梨文化会館玄関ロビー

2002年4月に『山日YBSワイドニュースプラス1』第一部の後番組として放送開始。
MCの櫻井和明と料理研究家の川久保欽子による料理コーナーを主体に時事ネタや占いコーナーなどを中心に構成されていた。
番組収録は当時山梨文化会館の玄関ロビー内に設立された公開スタジオ『スタジオふらっと』内で行われていた。
2005年3月30日の最終回では、当時の出演者全員が出演した。後番組は『ゆうひのジャングル』。

## 放送時間
- 17:25 - 17:54（2002年4月 - 2002年9月）
- 17:20 - 17:53（2002年10月 - 2004年3月）
- 17:20 - 17:50（2004年4月 - 2005年3月）

## 主な出演者
川久保・安達を除き当時のYBSアナウンサー。金曜日は櫻井と川久保・安達は出演せず、別のYBSのアナウンサーが番組を進行していた。
- 櫻井和明（MC / 月-木 / 愛称：櫻（さく）ちゃん）
- 川久保欽子（料理研究家・緑が丘料理学園学園長 / 月-木→月・火（2004年以降） / 愛称：欽ちゃん）
- 安達ひろみ（料理研究家・緑が丘料理学園副学園長 / 水・木（2004年より））
- 前田真宏
- 酒井康宜
- 村瀬寛美
- 鈴木智草
- 富田智美
- 稲川絵巳
- 宮本裕子
- 吉岡秀樹
- 東美咲